# Gray Matter Interactive
Gray Matter Interactive — американская студия по разработке компьютерных игр, в настоящее время несуществующая.
Изначально Gray Matter Interactive называлась Xatrix Entertainment, Inc. и первую свою игру — Cyberia — выпустила в 1994 году. В 2000-х годах компания изменила название на Gray Matter Interactive. В 2002 году она была приобретена одним из крупнейших американских издателей и разработчиков компьютерных игр компанией Activision и стала её филиалом. Как филиал Gray Matter разработала одиночную часть игры Return to Castle Wolfenstein, тогда как мультиплеер был создан компанией Nerve Software.
Над последней своей игрой — Call of Duty 2: Big Red One — Gray Matter работала в тесном сотрудничестве с Treyarch. После выпуска этой игры в 2005 году штат сотрудников Gray Matter влился в штат Treyarch и с этого момента фактически деятельность Gray Matter Interactive как отдельной студии была прекращена.

## Разработанные игры
| Название                                             | Год                      | Платформа                                                                      | Издатель                 | Примечание                  |
| Как Xatrix Entertainment                             | Как Xatrix Entertainment | Как Xatrix Entertainment                                                       | Как Xatrix Entertainment | Как Xatrix Entertainment    |
| ---------------------------------------------------- | ------------------------ | ------------------------------------------------------------------------------ | ------------------------ | --------------------------- |
| Cyberia                                              | 1994                     | 3DO, DOS, FM Towns, Linux, MacOS, NEC PC-98, PlayStation, Sega Saturn, Windows | Interplay Entertainment  |                             |
| Cyberia² «Resurrection»                              | 1995                     | DOS, MacOS, Windows                                                            | Virgin Interactive       |                             |
| Redneck Rampage                                      | 1997                     | DOS, MacOS                                                                     | Interplay Entertainment  |                             |
| Redneck Rampage Rides Again                          | 1998                     | DOS                                                                            | Interplay Entertainment  |                             |
| Redneck Deer Huntin'                                 | 1998                     | DOS, Windows                                                                   | Interplay Entertainment  |                             |
| Quake II: The Reckoning                              | 1998                     | Windows                                                                        | id Software              | Дополнение                  |
| Kingpin: Life of Crime                               | 1999                     | Linux, Windows                                                                 | Interplay Entertainment  |                             |
| Как Gray Matter Interactive                          |                          |                                                                                |                          |                             |
| Return to Castle Wolfenstein                         | 2001                     | Linux, MacOS, Windows                                                          | Activision               | Одиночная кампания          |
| Return to Castle Wolfenstein: Tides of War           | 2003                     | Xbox                                                                           | Activision               |                             |
| Return to Castle Wolfenstein: Operation Resurrection | 2003                     | PlayStation 2                                                                  | Activision               |                             |
| Call of Duty: United Offensive                       | 2004                     | MacOS, Windows                                                                 | Activision               | В сотрудничестве с Treyarch |
| Call of Duty 2: Big Red One                          | 2005                     | GameCube, PlayStation 2, Xbox                                                  | Activision               | В сотрудничестве с Treyarch |
| Trinity: The Shatter Effect                          | -                        | -                                                                              | -                        | Игра отменена Activision    |